# Oxim-Ester
| Oxim-Ester |
| Allgemeine Struktur der Oxim-Ester von Carbonsäuren. Dabei sind R1 bis R3 Organyl-Reste (Alkyl-Reste, Aryl-Reste, Arylalkyl-Reste etc.) oder Wasserstoffatome. Wenn R1 oder R2 ein Wasserstoffatom bedeuten, handelt es sich um einen Aldoxim-Ester. Die Oxim-Ester-Gruppe ist blau markiert. Wenn R1 und R2 verschieden sind, gibt es (E,Z)-Isomere.       |
| Allgemeine Struktur der Oxim-Ester von Carbamidsäuren. Dabei sind R1 bis R4 Organyl-Reste (Alkyl-Reste, Aryl-Reste, Arylalkyl-Reste etc.). Wenn R1 oder R2 ein Wasserstoffatom bedeuten, handelt es sich um einen Aldoxim-Carbamidsäureester. Die Oxim-Carbamidsäureester-Gruppe ist blau markiert. Wenn R1 und R2 verschieden sind, gibt es (E,Z)-Isomere. |
| Allgemeine Struktur der Oxim-Ester von Sulfonsäuren. Dabei sind R1 bis R3 Organyl-Reste (Alkyl-Reste, Aryl-Reste, Arylalkyl-Reste etc.). Wenn R1 oder R2 ein Wasserstoffatom bedeuten, handelt es sich um einen Aldoxim-Sulfonsäureester. Die Oxim-Sulfonester-Gruppe ist blau markiert. Wenn R1 und R2 verschieden sind, gibt es (E,Z)-Isomere.            |

Oxim-Ester sind organische chemische Verbindungen, die sich von den Oximen mit der funktionellen Gruppe C=N–OH ableiten, indem das Wasserstoffatom der Hydroxygruppe durch einen Acylrest oder einen Sulfonylrest substituiert ist.

## Herstellung
Oxim-Ester entstehen aus Oximen (Aldoxime oder Ketoxime) und Carbonsäuren unter Abspaltung von Wasser. Die Acylierung der Oxime kann auch mit Carbonsäureanhydriden, Carbonsäurechloriden oder Keten erfolgen. Arylsulfonsäureester von Oximen lassen sich aus Sulfonsäurechloriden und Oximen in Pyridin oder aus Sulfonsäurechloriden und den Natriumsalzen der Oxime herstellen. Carbamidsäureester von Aldoximen lassen sich durch die Umsetzung mit Carbamidsäurechloriden oder Isocyanaten synthetisieren.